# Tamaria dubiosa
Tamaria dubiosa is een zeester uit de familie Ophidiasteridae.
De wetenschappelijke naam van de soort werd in 1910 gepubliceerd door René Koehler.